# Daniel Lanois
Daniel Lanois (* 19. září 1951 Hull, Québec, Kanada) je kanadský hudební producent, zpěvák a kytarista. Spolupracoval nebo produkoval alba umělců, jako jsou Neil Young, Peter Gabriel, Emmylou Harris, Willie Nelson nebo Brandon Flowers. Na několika projektech spolupracoval s Brianem Eno. Produkoval s ním například alba The Unforgettable Fire (1984), The Joshua Tree (1987), Achtung Baby (1991), All That You Can't Leave Behind (2000), How to Dismantle an Atomic Bomb (2004) a No Line on the Horizon (2009) irské skupiny U2. Rovněž se podílel na několika Enových sólových albech, jako jsou Ambient 4: On Land (1982), Thursday Afternoon (1985) a Music for Films III (1988). Spolu s Peterem Gabrielem se nahrál alba Birdy (1985), So (1986), Us (1992) a Up (2002). Byl také jedním z producentů alba Battle Born skupiny The Killers. Jeho bratrem je Bob Lanois.